# Marcelino Valentín Gamazo
Marcelino Valentín Gamazo (Arechavaleta, Guipúzcoa, 14 de agosto de 1879 - Tébar, Cuenca, 6 de agosto de 1936) fue un abogado español, secretario de los Colegios de Abogados de Madrid en tres ocasiones, decano de los abogados del Estado y fiscal general de la República Española (nov.-dic. de 1935). Intentó, sin éxito, que se condenase al socialista Francisco Largo Caballero como cabecilla de la Revolución de 1934. Murió asesinado al comienzo de la Guerra Civil, tras haber sido apresado por milicianos del PSOE junto con varios de sus hijos en la casa de campo familiar de Rubielos Altos.

## Vida
Fue nombrado por Niceto Alcalá Zamora fiscal general de la República el sábado 16 de noviembre de 1935, a propuesta del ministerio de Justicia. Tomó posesión del cargo el martes 19 de noviembre.
Su actuación más notable fue la causa emprendida en 1934 ante el Tribunal Supremo contra el socialista Francisco Largo Caballero (defendido por el jurista y político socialista Luis Jiménez de Asúa) como cabecilla de la Revolución de 1934, acusándolo de rebelión militar, delito penado con treinta años de reclusión.
Finalmente, el Tribunal Supremo dictaría sentencia absolutoria de Largo Caballero el 30 de noviembre de 1935, al entender los magistrados que el resultado de la prueba no permitía concluir que Largo Caballero hubiera participado a título alguno el delito de rebelión militar, debiéndose considerar por ello al procesado inocente en virtud del principio in dubio pro reo; por otra parte, los miembros del tribunal entendieron que Largo Caballero tampoco podría ser condenado por el delito de provocación a la rebelión militar, pues los escritos en que incitaba a una sublevación eran de fecha anterior a la entrada en vigor de la ley de amnistía aprobada el 25 de abril de 1934, y por tanto quedaban exculpados por esta concesión graciosa. Ante la absolución, Valentín Gamazo presentó su dimisión el miércoles 18 de diciembre de aquel mismo año, siéndole admitida el 24 de diciembre.
Pocas semanas después del golpe de Estado de 1936 y el comienzo de la guerra civil, fue apresado en la retaguardia republicana por un grupo de milicianos del PSOE el 5 de agosto de 1936 y asesinado esa misma noche junto a tres de sus hijos: José Antonio, Javier y Luis de 21, 20 y 17 años respectivamente.
Fue miembro de Acción Católica y de los Caballeros del Pilar, y participó en la reorganización de la Congregación de San Ivo, patrón de los abogados.

## Matrimonio e hijos
Casó con Narcisa Fernández y Navarro de los Paños, de quien tuvo nueve hijos: María de las Mercedes, José Antonio, Francisco Javier, Luis Gonzaga, Emilia, Fernando María, Alfonso, María Teresa y María Julia.